# Верхний Аньгобой
Верхний Аньгобой — деревня в Череповецком районе Вологодской области.
Входит в состав Ягановского сельского поселения, с точки зрения административно-территориального деления — в Ягановский сельсовет.
Расстояние по автодороге до районного центра Череповца — 44 км, до центра муниципального образования Яганово — 14 км. Ближайшие населённые пункты — Костенево, Соколово, Нижний Аньгобой.
По переписи 2002 года население — 4 человека.